# Mosquée El Mehras

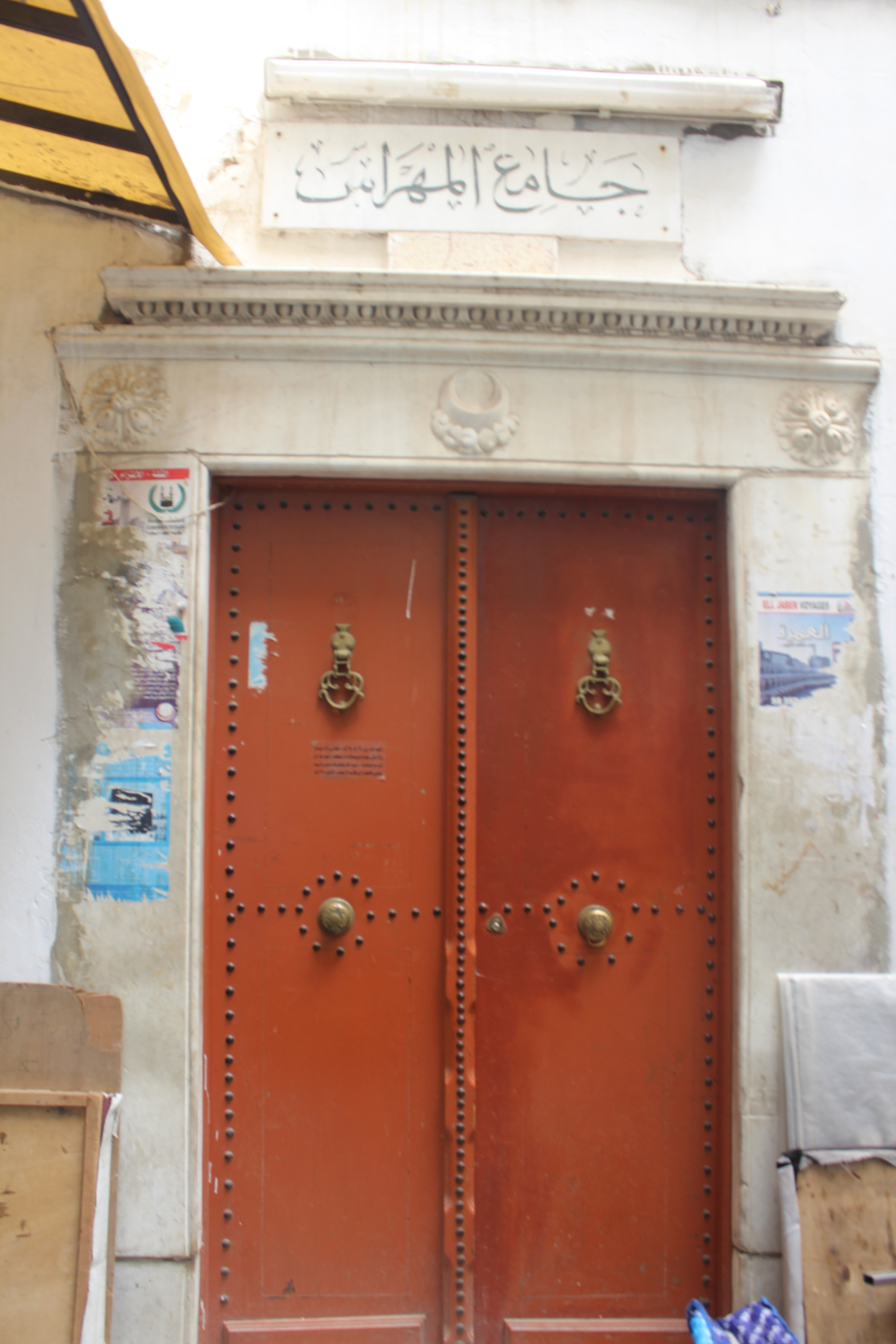
Porte d'entrée de la mosquée El Mehras.

La mosquée El Mehras (arabe : جامع المهراس) est une mosquée tunisienne située à l'est de la médina de Tunis.

## Localisation

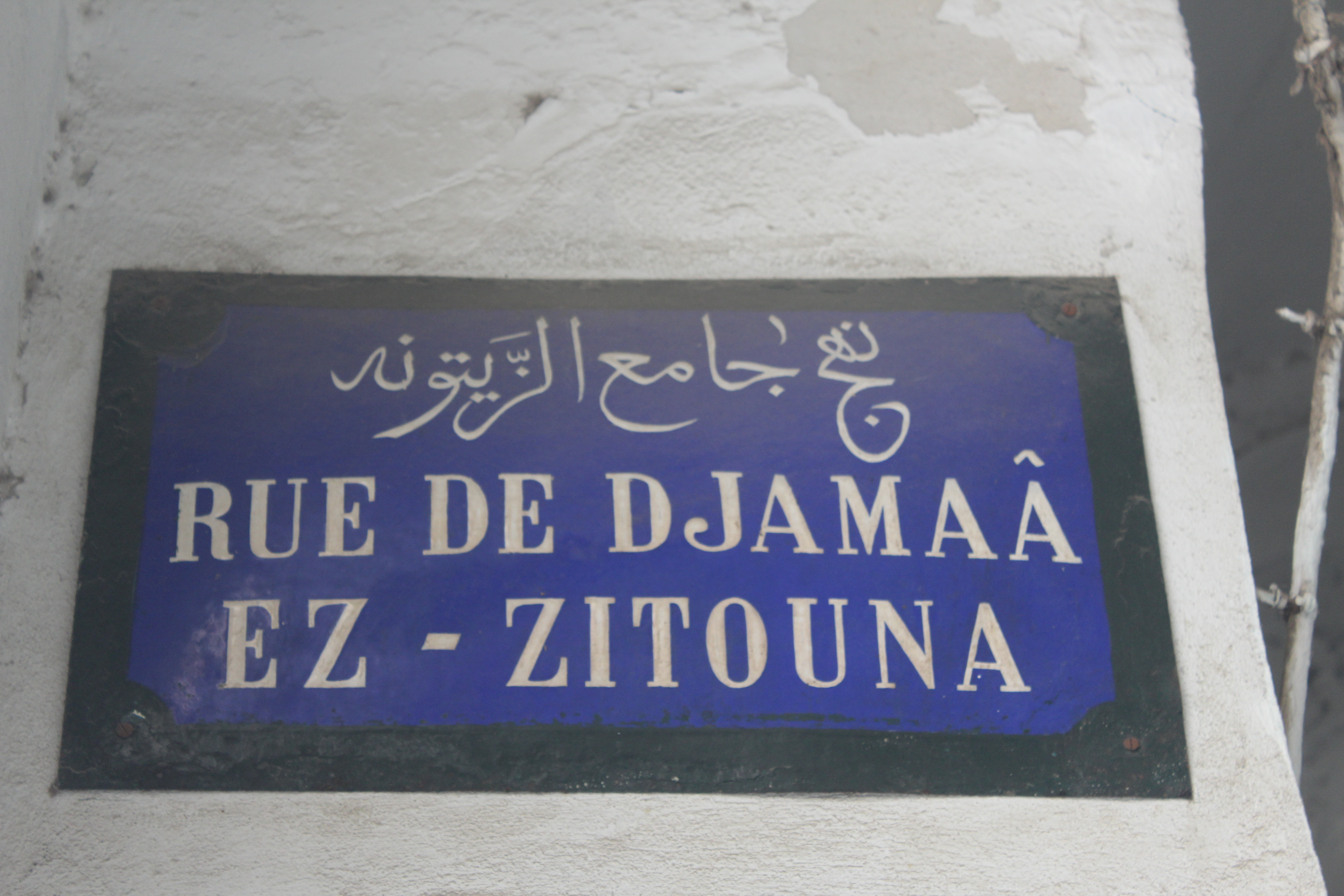
Plaque métallique indiquant la rue Jemaâ Ezzitouna ou Djamaâ Ez-Zitouna.

Elle se trouve au numéro 1 de la rue Jemaâ Ezzitouna, anciennement appelée rue de l'Église.

## Histoire
Selon l'historien Mohamed Belkhodja, cette mosquée est construite sous le règne des Khourassanides, une dynastie locale ayant régné sur la ville de Tunis entre 1059 et 1158, dans la deuxieme moitié du XIe siècle et restaurée après l'indépendance.
Dans l'entrée, on trouve des pierres sur lesquelles figurent des citations en style kufi, style de calligraphie arabe développé dans la ville de Koufa en Irak, ce qui a permis d'identifier l'époque de sa construction.
Parmi ses imams, on peut citer le cheikh Abû El-Abas Ahmad El-Karoui (arabe : أبو العباس أحمد القروي), diplômé de la Zitouna et mort en 1855 (1272 de l'hégire).

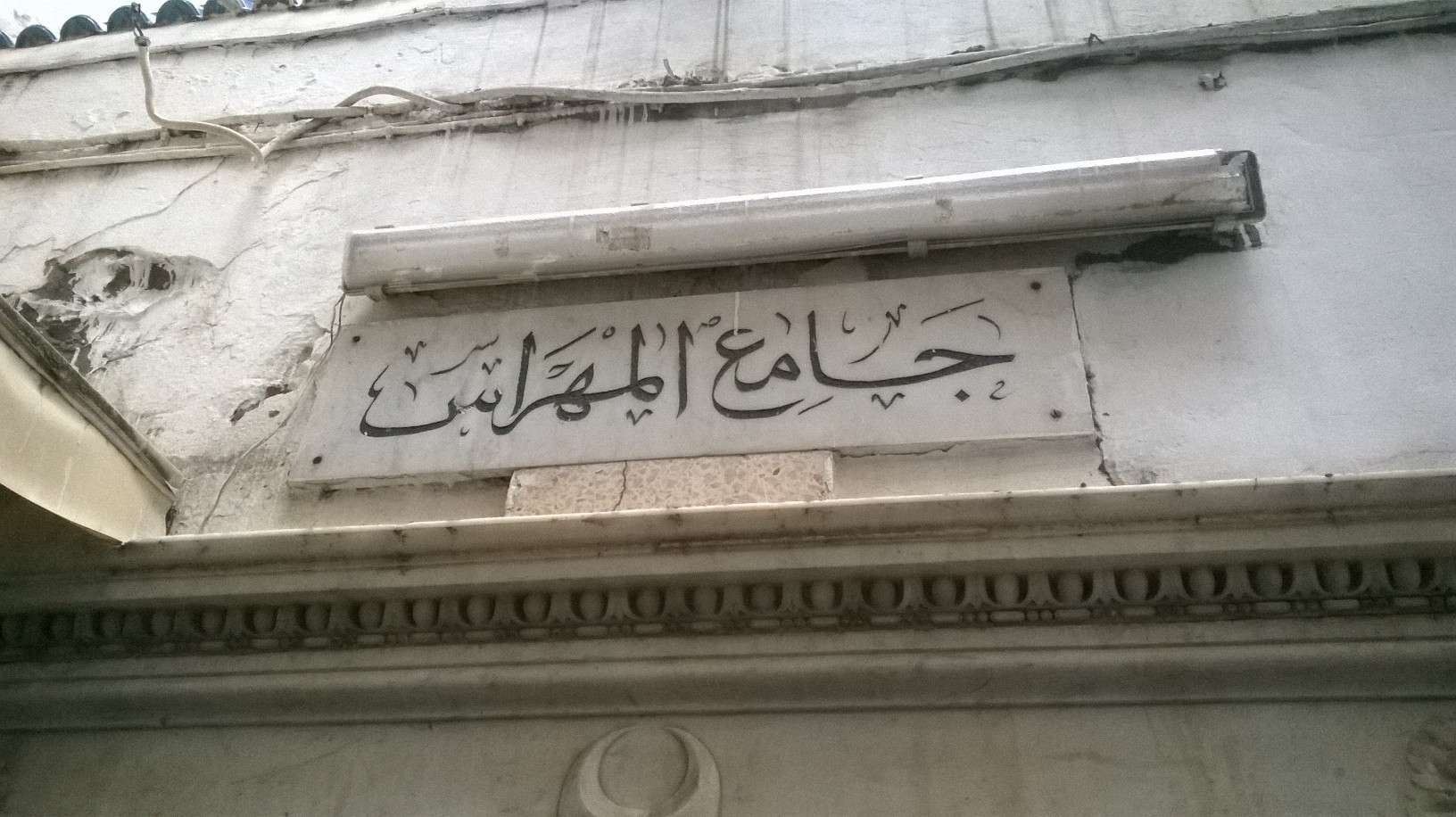
Plaque en marbre indiquant le nom de la mosquée.
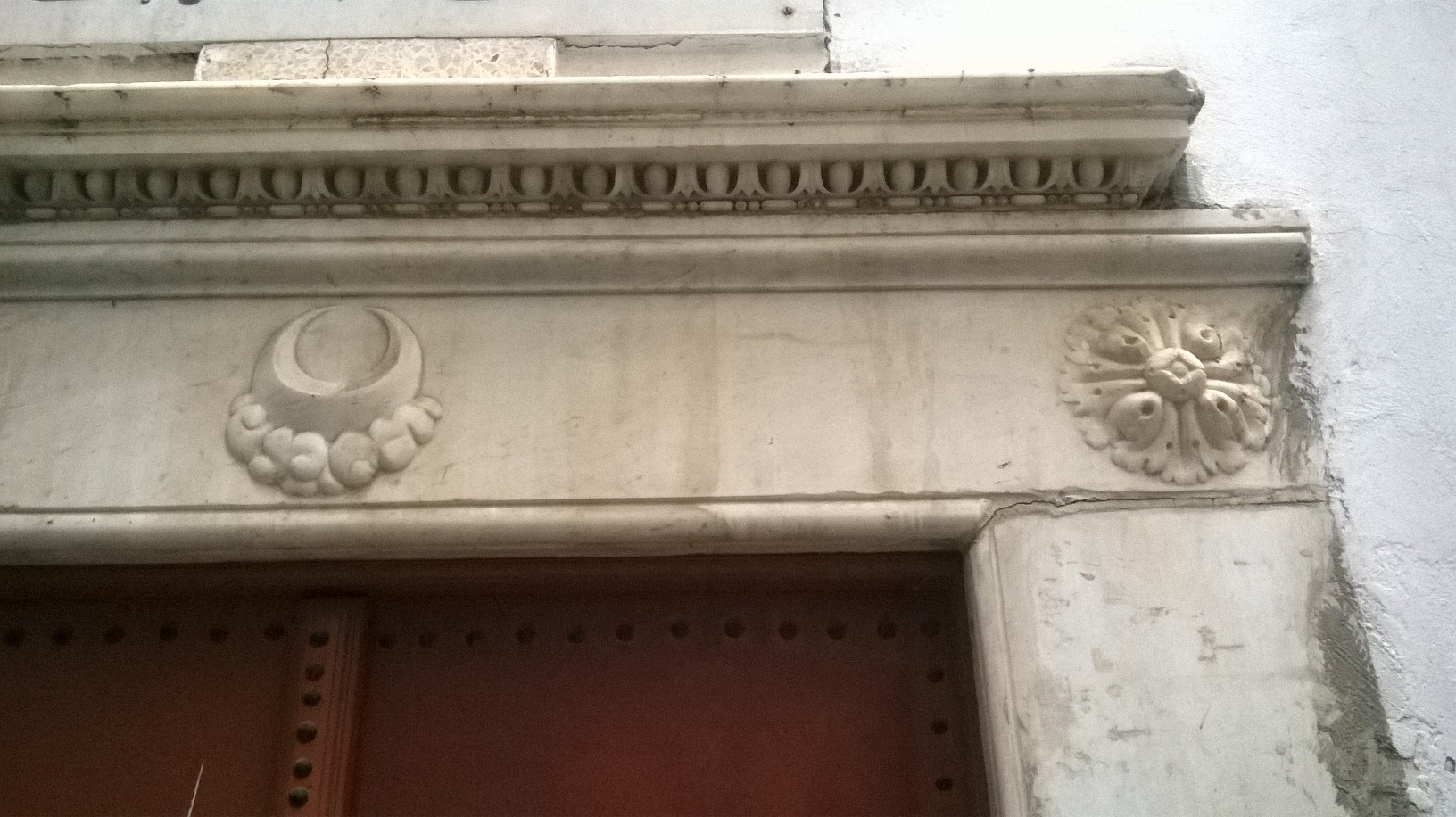
Symboles au-dessus de la porte d'entrée de la mosquée.
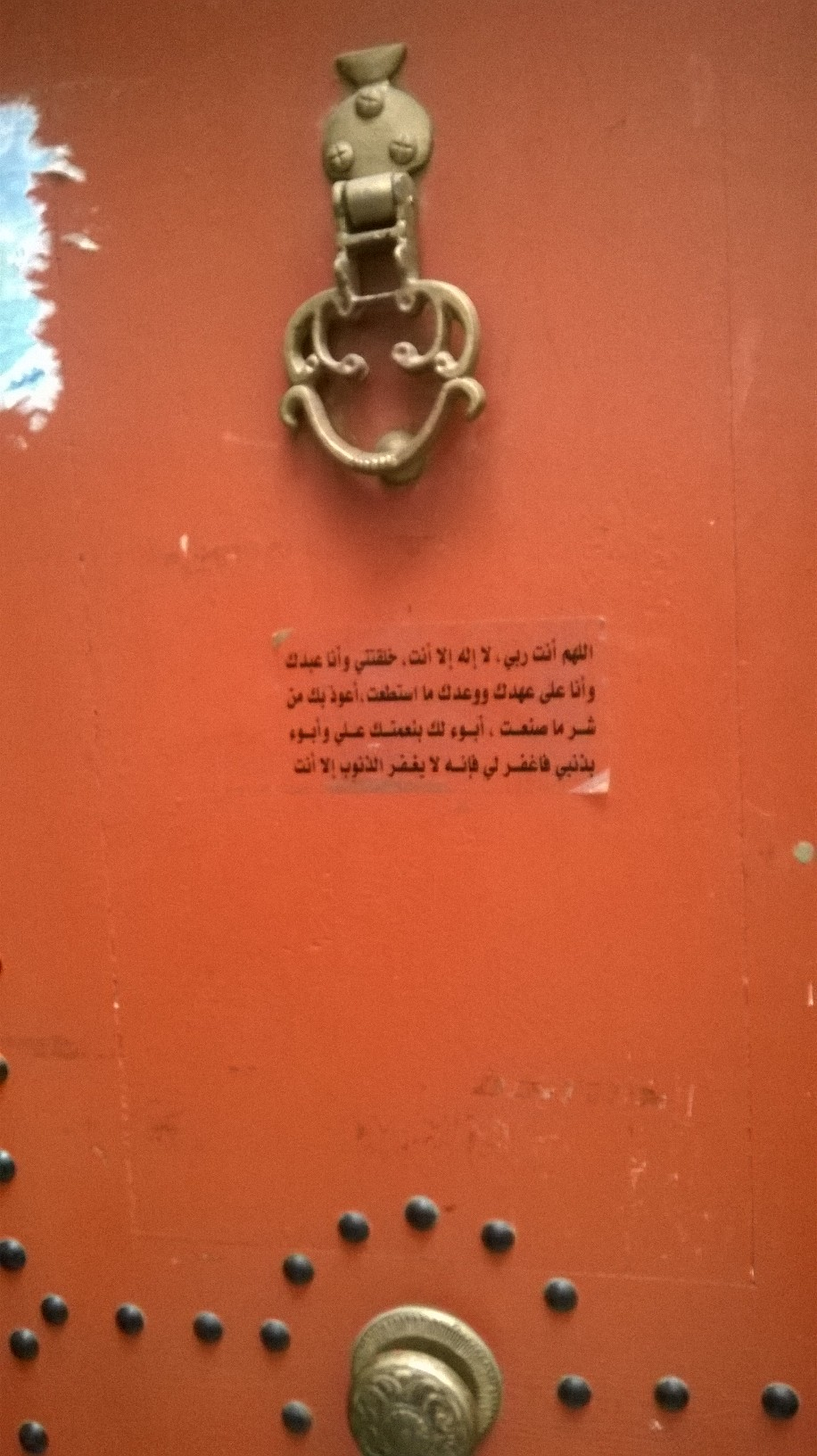
Décoration de la porte d'entrée.
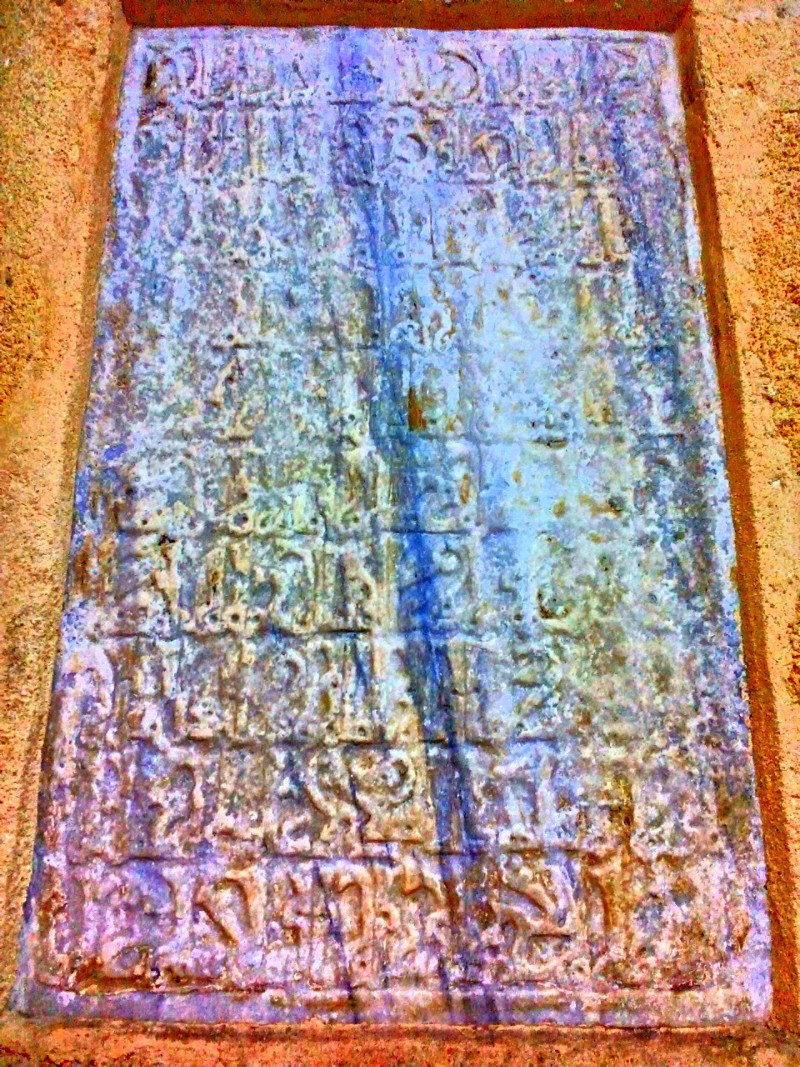
Citations en style kufi.